# Bétaré-Oya
Bétaré-Oya est une commune du Cameroun située dans la région de l'Est et le département du Lom-et-Djérem.

## Population
Lors du recensement de 2005, la commune comptait 41 173 habitants, dont 8 206 pour Bétaré-Oya Ville.

## Structure administrative de la commune
Outre Bétaré-Oya proprement dit, la commune comprend les localités suivantes :
- Alamada
- Bangbel
- Begoro
- Biboko
- Bodomo-Issa
- Bongo
- Borongo
- Bouli
- Daboulé
- Dang-Haoussa I
- Dang-Haoussa II
- Dang-Patou
- Dolé Tamtana
- Doyo
- Gaïndara
- Gbanbiri
- Kambo-Kassi
- Kassa-Ngaoundéré
- Kissi
- Kongolo
- Kpok-Mbonga
- Lom I
- M'bitom
- Mabélé I
- Mabélé II
- Mali
- Mararaba
- Mbalé
- Mbardé-Ndokayo
- Mbonga
- Mborguené
- Monay
- Ndanga-Gandima
- Ndokayo
- Ndougla
- Ngaïndara
- Oudoulaï
- Pont II
- Sarambi
- Sarang
- Tapare (Bétaré-Oya)
- Taparé-Salao
- Tête d'éléphant

## Urbanisme et services publics
La localité dispose d'une centrale électrique isolée exploitée par Enéo d'une capacité installée de 1 020 kW construite en 1991.